# 吾川郡
- 令制国一覧 > 南海道 > 土佐国 > 吾川郡
- 日本 > 四国地方 > 高知県 > 吾川郡

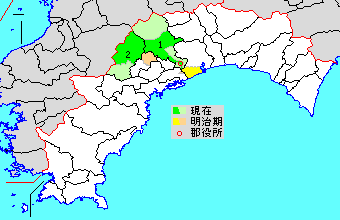
高知県吾川郡の位置（1.いの町 2.仁淀川町 薄黄：後に他郡に編入された区域 薄緑：後に他郡から編入した区域）

吾川郡（あがわぐん）は、高知県（土佐国）の郡。
人口24,019人、面積803.97km²、人口密度29.9人/km²。（2025年2月1日、推計人口）
以下の2町を含む。
- いの町（いのちょう）
- 仁淀川町（によどがわちょう）

## 郡域
1879年（明治12年）に行政区画として発足した当時の郡域は、下記の区域にあたる。
- 高知市の一部（浦戸湾以西かつ横浜、長浜、春野町各町以南）
- 土佐市の一部（中島）
- いの町の一部（大内・鎌田・波川・池ノ内・枝川・槇・成山・中追・大森・長沢・戸中・葛原・足谷・脇ノ山・高薮・中ノ川・桑瀬・越裏門・寺川および天王南・天王北の各一部を除く）
- 仁淀川町の一部（仁淀川以北）
- 高岡郡越知町の一部（今成を除く仁淀川左岸）

## 古代
古くは阿川郡とも書いた。資料的な根拠はないが、7世紀の評制施行とともに設置されたと考えられている。存在が確認できるもっとも古い資料は、平城宮跡の発掘調査で見つかった「土左国吾川郡」と書かれた木簡である。この木簡は天平7、8年頃（735年、736年）頃のものと推定されるので、吾川郡もそれ以前に設置されたことになる。史料的には、天平勝宝4年（752年）10月に書かれた造東大寺司牒に、土左国の吾川郡大野郷に東大寺の封戸が50戸あるというものが初見である。また、西大寺旧境内で見つかった宝亀2年（771年）以前と推定される木簡に、土佐国の阿川という郡が見える。当初は現在の桂浜付近から窪川に至る大きな郡であったが、承和8年8月23日（841年9月11日）に8郷のうち西部の4郷を高岡郡として分割した。

### 式内社
『延喜式』神名帳に記される郡内の式内社。
| 神名帳                 | 神名帳                          | 神名帳 | 神名帳                       | 比定社                       | 比定社                 | 比定社 | 集成 |
| 社名                   | 読み                            | 格     | 付記                         | 社名                         | 所在地                 | 備考   | 集成 |
| ---------------------- | ------------------------------- | ------ | ---------------------------- | ---------------------------- | ---------------------- | ------ | ---- |
| 吾川郡 1座（小）       |                                 |        |                              |                              |                        |        |      |
| 天石門別安国玉主天神社 | アマノイハトワケノヤスクニタマ- | 小     |                              | （論）天石門別安国玉主天神社 | 高知県吾川郡いの町神谷 |        |      |
| 天石門別安国玉主天神社 | アマノイハトワケノヤスクニタマ- | 小     | （論）天石門別安国玉主天神社 | 高知県高岡郡越知町黒瀬       |                        |        |      |
| 凡例を表示             |                                 |        |                              |                              |                        |        |      |

## 近世以降の沿革
- 明治初年時点で、全域が土佐高知藩領であった。「旧高旧領取調帳」に記載されている村は以下の通り。（48村）

瀬戸村、横浜村、長浜村、御畳瀬村、浦戸村、勝浦浜村、内ノ谷村、東諸木村、西諸木村、芳原村、西分村、甲殿村、秋山村、仁ノ村、西畑村、森山村、中島村、弘岡下ノ村、弘岡中ノ村、弘岡上ノ村、八田村、伊野村、賀田村、神谷村、小野村、鹿敷村、勝賀瀬村、楠ノ瀬村、柳ノ瀬村、片岡村、黒瀬村、鎌井田村、横畠村、大崎村、菜ノ川村、池川村、用居村、安居村、狩山村、新別村、津賀才村、東津賀才村、成川村、清水村、樅ノ木山村、上八川村、下八川村、十田村
- 明治4年
  - 7月14日（1871年8月29日） - 廃藩置県により高知県の管轄となる。
  - 津賀才村が改称して西津賀才村となる。
- 明治初年 - 勝浦浜村が浦戸村に、成川村が東津賀才村にそれぞれ合併。（46村）
- 明治12年（1879年）1月4日[7] - 郡区町村編制法の高知県での施行により行政区画としての吾川郡が発足。郡役所が伊野村に設置。

### 町村制以降の沿革

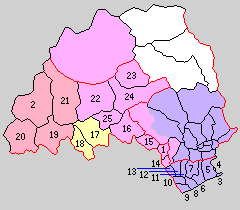
1.伊野村 2.池川村 3.浦戸村 4.御畳瀬村 5.長浜村 6.諸木村 7.木塚村 8.秋山村 9.仁西村 10.森山村 11.弘岡下ノ村 12.弘岡中ノ村 13.弘岡上ノ村 14.八田村 15.神谷村 16.三瀬村 17.明治村 18.横畠村 19.大崎村 20.名野川村 21.富岡村 22.小川村 23.清水村 24.下八川村 25.上八川村（紫：高知市 桃：いの町 赤：仁淀川町 黄：高岡郡越知町）

- 明治22年（1889年）4月1日 - 町村制の施行により、以下の各村が発足。《 》は左記の村の小村。特記以外は全域が現・高知市。（25村）
  - 伊野村（単独村制。現・いの町）
  - 池川村 ← 池川村《小村土居村・竹ノ谷村・岩丸村・大渡村・明戸岩村・百川内村・椿山村・岩柄村・坂本村・大西村・大野村・枝郷寄合村》、用居村（現・仁淀川町）
  - 浦戸村（単独村制）
  - 御畳瀬村（単独村制）
  - 長浜村 ← 長浜村、横浜村、瀬戸村、藻洲潟村[8]
  - 諸木村 ← 東諸木村、西諸木村、内ノ谷村
  - 木塚村 ← 西分村、芳原村
  - 秋山村 ← 秋山村、甲殿村
  - 仁西村 ← 仁ノ村、西畑村
  - 森山村、弘岡下ノ村、弘岡中ノ村、弘岡上ノ村（それぞれ単独村制）
  - 八田村（単独村制。現・いの町）
  - 神谷村 ← 神谷村、賀田村、小野村、鹿敷村（現・いの町）
  - 三瀬村 ← 柳ノ瀬村、楠ノ瀬村、勝賀瀬村（現・いの町）
  - 明治村 ← 片岡村、鎌井田村、黒瀬村（現・高岡郡越知町）
  - 横畠村 ← 横畠村、高岡郡黒岩村［枝郷今成村］（現・高岡郡越知町）
  - 大崎村 ← 大崎村、菜ノ川村［本村、本村のうち田村、枝郷相能村・宗津村・引地村、枝郷相能村のうち川口村、枝郷引地村のうち二子野村・橘谷村・遅越村］（現・仁淀川町）
  - 名野川村 ← 菜ノ川村［枝郷下菜ノ川村・北川村・奥菜ノ川村・森山村・鷲巣村・橘村、枝郷引地村のうち崎ノ山村・大平村・名野川渡村、枝郷北川村のうち下北川村、枝郷下菜ノ川村のうち二ノ滝村・中村、枝郷奥菜ノ川村のうち長坂村・津江村、枝郷森山村のうち竹屋敷村・峠ノ越村・潰溜村・大渡村・北村・大尾村］（現・仁淀川町）
  - 富岡村 ← 安居村、狩山村（現・仁淀川町）
  - 小川村 ← 東津賀才村、西津賀才村、樅ノ木山村、新別村（現・いの町）
  - 清水村（単独村制。現・いの町）
  - 下八川村 ← 下八川村、十田村（現・いの町）
  - 上八川村（単独村制。現・いの町）
  - 中島村が高岡郡高石村の一部となる。
- 明治24年（1891年）4月1日 - 郡制を施行。
- 明治26年（1893年）11月20日 - 木塚村が分割し、一部（西分）に西分村、残部（芳原）に芳原村が発足。（26村）
- 明治28年（1895年）10月26日 - 伊野村が町制施行して伊野町となる。（1町25村）
- 大正2年（1913年）4月1日 - 池川村が町制施行して池川町となる。（2町24村）
- 大正12年（1923年）4月1日 - 郡会が廃止。郡役所は存続。
- 大正15年（1926年）7月1日 - 郡役所が廃止。以降は地域区分名称となる。
- 昭和3年（1928年）4月1日
  - 伊野町が土佐郡十六村の一部（槙）を編入。
  - 神谷村が土佐郡十六村の一部（中追・成山）を編入。
- 昭和4年（1929年）1月1日 - 長浜村が町制施行して長浜町となる。（3町23村）
- 昭和16年（1941年）7月1日 - 富岡村が池川町に編入。（3町22村）
- 昭和17年（1942年）6月1日 - 長浜町・浦戸村・御畳瀬村が高知市に編入。（2町20村）
- 昭和18年（1943年）5月1日 - 大崎村の一部（北浦）が池川町に編入。
- 昭和29年（1954年）
  - 3月1日 - 伊野町・八田村が土佐郡宇治村・高岡郡川内村と合併し、改めて伊野町が発足。（2町19村）
  - 3月20日 - 横畠村が高岡郡越知町・大桐村と合併し、改めて高岡郡越知町が発足。（2町18村）
  - 6月1日 - 諸木村・秋山村・芳原村が合併して平和村が発足。（2町16村）
  - 7月20日 - 明治村が高岡郡越知町に編入。（2町15村）
  - 10月1日 - 神谷村が伊野町に編入。（2町14村）
- 昭和30年（1955年）
  - 1月1日 - 三瀬村が伊野町に編入。（2町13村）
  - 2月1日 - 大崎村・名野川村が合併して吾川村が発足。（2町12村）
  - 11月1日 - 吾川村が高岡郡仁淀村の一部（加枝・本村）を編入。
- 昭和31年（1956年）
  - 6月1日 - 小川村・清水村・下八川村・上八川村が合併して吾北村が発足。（2町9村）
  - 9月30日 - 平和村・西分村・仁西村・森山村・弘岡上ノ村・弘岡中ノ村・弘岡下ノ村が合併して春野村が発足。（2町3村）
- 昭和44年（1969年）9月30日 - 春野村が町制施行して春野町となる。（3町2村）
- 平成16年（2004年）10月1日 - 伊野町・吾北村が土佐郡本川村と合併していの町が発足。（3町1村）
- 平成17年（2005年）8月1日 - 池川町・吾川村が高岡郡仁淀村と合併して仁淀川町が発足。（3町）
- 平成20年（2008年）1月1日 - 春野町が高知市に編入。（2町）

### 変遷表
| 明治22年以前                            | 明治22年4月1日                                | 明治22年 - 昭和19年             | 明治22年 - 昭和19年               | 昭和20年 - 昭和29年                 | 昭和30年 - 昭和64年                             | 昭和30年 - 昭和64年         | 平成1年 - 現在              | 現在          |
| --------------------------------------- | --------------------------------------------- | ------------------------------- | --------------------------------- | ----------------------------------- | ----------------------------------------------- | --------------------------- | --------------------------- | ------------- |
|                                         | 長浜村                                        | 昭和4年1月1日 町制              | 昭和17年6月1日 高知市に編入       | 高知市                              | 高知市                                          | 高知市                      | 高知市                      | 高知市        |
|                                         | 浦戸村                                        | 浦戸村                          | 昭和17年6月1日 高知市に編入       | 高知市                              | 高知市                                          | 高知市                      | 高知市                      | 高知市        |
|                                         | 御畳瀬村                                      | 御畳瀬村                        | 昭和17年6月1日 高知市に編入       | 高知市                              | 高知市                                          | 高知市                      | 高知市                      | 高知市        |
|                                         | 諸木村                                        | 諸木村                          | 諸木村                            | 昭和29年6月1日 平和村               | 昭和31年9月30日 春野村                          | 昭和44年9月30日 町制        | 平成20年1月1日 高知市に編入 | 高知市        |
|                                         | 秋山村                                        | 秋山村                          | 秋山村                            | 昭和29年6月1日 平和村               | 昭和31年9月30日 春野村                          | 昭和44年9月30日 町制        | 平成20年1月1日 高知市に編入 | 高知市        |
|                                         | 木塚村                                        | 明治26年11月20日 芳原村         | 明治26年11月20日 芳原村           | 昭和29年6月1日 平和村               | 昭和31年9月30日 春野村                          | 昭和44年9月30日 町制        | 平成20年1月1日 高知市に編入 | 高知市        |
|                                         | 木塚村                                        | 明治26年11月20日 西分村         | 明治26年11月20日 西分村           | 西分村                              | 昭和31年9月30日 春野村                          | 昭和44年9月30日 町制        | 平成20年1月1日 高知市に編入 | 高知市        |
|                                         | 仁西村                                        | 仁西村                          | 仁西村                            | 仁西村                              | 昭和31年9月30日 春野村                          | 昭和44年9月30日 町制        | 平成20年1月1日 高知市に編入 | 高知市        |
|                                         | 森山村                                        | 森山村                          | 森山村                            | 森山村                              | 昭和31年9月30日 春野村                          | 昭和44年9月30日 町制        | 平成20年1月1日 高知市に編入 | 高知市        |
|                                         | 弘岡下ノ村                                    | 弘岡下ノ村                      | 弘岡下ノ村                        | 弘岡下ノ村                          | 昭和31年9月30日 春野村                          | 昭和44年9月30日 町制        | 平成20年1月1日 高知市に編入 | 高知市        |
|                                         | 弘岡中ノ村 (1/2) の一部                       | 弘岡中ノ村の一部                | 弘岡中ノ村の一部                  | 弘岡中ノ村の一部                    | 昭和31年9月30日 春野村                          | 昭和44年9月30日 町制        | 平成20年1月1日 高知市に編入 | 高知市        |
|                                         | 弘岡上ノ村 (1/2) の一部                       | 弘岡上ノ村の一部                | 弘岡上ノ村の一部                  | 弘岡上ノ村の一部                    | 昭和31年9月30日 春野村                          | 昭和44年9月30日 町制        | 平成20年1月1日 高知市に編入 | 高知市        |
|                                         | 弘岡中ノ村 (2/2) 及び 弘岡上ノ村 (2/2) の一部 | 弘岡中ノ村及び 弘岡上ノ村の一部 | 弘岡中ノ村及び 弘岡上ノ村の一部   | 昭和25年4月1日 八田村に編入         | 伊野町                                          | 伊野町                      | 平成16年10月1日 いの町      | いの町        |
|                                         | 八田村                                        | 八田村                          | 八田村                            | 昭和29年3月1日 伊野町               | 伊野町                                          | 伊野町                      | 平成16年10月1日 いの町      | いの町        |
|                                         | 伊野村                                        | 明治28年10月26日 町制           | 明治28年10月26日 町制             | 昭和29年3月1日 伊野町               | 伊野町                                          | 伊野町                      | 平成16年10月1日 いの町      | いの町        |
|                                         | 土佐郡 十六村 (1/3) <の一部 （槙）            | 昭和3年4月1日 伊野町に編入      | 昭和3年4月1日 伊野町に編入        | 昭和29年3月1日 伊野町               | 伊野町                                          | 伊野町                      | 平成16年10月1日 いの町      | いの町        |
|                                         | 土佐郡 宇治村                                 | 土佐郡 宇治村                   | 土佐郡 宇治村                     | 昭和29年3月1日 伊野町               | 伊野町                                          | 伊野町                      | 平成16年10月1日 いの町      | いの町        |
|                                         | 高岡郡 川内村                                 | 高岡郡 川内村                   | 高岡郡 川内村                     | 昭和29年3月1日 伊野町               | 伊野町                                          | 伊野町                      | 平成16年10月1日 いの町      | いの町        |
|                                         | 神谷村                                        | 神谷村                          | 神谷村                            | 昭和29年10月1日 伊野町に編入        | 伊野町                                          | 伊野町                      | 平成16年10月1日 いの町      | いの町        |
|                                         | 土佐郡 十六村 (2/3) の一部 （中追・成山）     | 昭和3年4月1日 神谷村に編入      | 昭和3年4月1日 神谷村に編入        | 昭和29年10月1日 伊野町に編入        | 伊野町                                          | 伊野町                      | 平成16年10月1日 いの町      | いの町        |
|                                         | 三瀬村                                        | 三瀬村                          | 三瀬村                            | 三瀬村                              | 昭和30年1月1日 伊野町に編入                     | 昭和30年1月1日 伊野町に編入 | 平成16年10月1日 いの町      | いの町        |
|                                         | 下八川村                                      | 下八川村                        | 下八川村                          | 下八川村                            | 昭和31年6月1日 吾北村                           | 昭和31年6月1日 吾北村       | 平成16年10月1日 いの町      | いの町        |
|                                         | 上八川村                                      | 上八川村                        | 上八川村                          | 上八川村                            | 昭和31年6月1日 吾北村                           | 昭和31年6月1日 吾北村       | 平成16年10月1日 いの町      | いの町        |
|                                         | 清水村                                        | 清水村                          | 清水村                            | 清水村                              | 昭和31年6月1日 吾北村                           | 昭和31年6月1日 吾北村       | 平成16年10月1日 いの町      | いの町        |
|                                         | 小川村                                        | 小川村                          | 小川村                            | 小川村                              | 昭和31年6月1日 吾北村                           | 昭和31年6月1日 吾北村       | 平成16年10月1日 いの町      | いの町        |
|                                         | 土佐郡 本川村                                 | 土佐郡 本川村                   | 土佐郡 本川村                     | 土佐郡 本川村                       | 土佐郡 本川村                                   | 土佐郡 本川村               | 平成16年10月1日 いの町      | いの町        |
|                                         | 富岡村                                        | 富岡村                          | 昭和16年7月1日 池川町             | 池川町                              | 池川町                                          | 池川町                      | 平成17年8月1日 仁淀川町     | 仁淀川町      |
|                                         | 池川村                                        | 大正2年4月1日 町制              | 昭和16年7月1日 池川町             | 池川町                              | 池川町                                          | 池川町                      | 平成17年8月1日 仁淀川町     | 仁淀川町      |
|                                         | 大崎村                                        | 大崎村                          | 昭和18年5月1日 北浦を池川町に編入 | 池川町                              | 池川町                                          | 池川町                      | 平成17年8月1日 仁淀川町     | 仁淀川町      |
|                                         | 大崎村                                        | 大崎村                          | 大崎村                            | 大崎村                              | 昭和30年2月1日 吾川村                           | 吾川村                      | 平成17年8月1日 仁淀川町     | 仁淀川町      |
|                                         | 名野川村                                      | 名野川村                        | 名野川村                          | 名野川村                            | 昭和30年2月1日 吾川村                           | 吾川村                      | 平成17年8月1日 仁淀川町     | 仁淀川町      |
| 高岡郡 森村 川渡村 高瀬村 別枝村 久喜村 | 高岡郡 別府村                                 | 高岡郡 別府村                   | 高岡郡 別府村                     | 昭和29年9月1日 高岡郡 仁淀村        | 昭和30年11月1日 吾川村に編入 （大字本村・加枝） | 吾川村                      | 平成17年8月1日 仁淀川町     | 仁淀川町      |
| 高岡郡 長者村 大植村 泉村               | 高岡郡 長者村                                 | 高岡郡 長者村                   | 高岡郡 長者村                     | 昭和29年9月1日 高岡郡 仁淀村        | 高岡郡 仁淀村                                   | 高岡郡 仁淀村               | 平成17年8月1日 仁淀川町     | 仁淀川町      |
|                                         | 横畠村                                        | 横畠村                          | 横畠村                            | 昭和29年3月20日 高岡郡 越知町の一部 | 高岡郡 越知町の一部                             | 高岡郡 越知町の一部         | 高岡郡 越知町の一部         | 高岡郡 越知町 |
|                                         | 明治村                                        | 明治村                          | 明治村                            | 昭和29年7月20日 高岡郡 越知町に編入 | 高岡郡 越知町の一部                             | 高岡郡 越知町の一部         | 高岡郡 越知町の一部         | 高岡郡 越知町 |

- 土佐郡十六村の残部 (3/3) は土佐郡朝倉村・鏡村に編入。

## 行政
歴代郡長
| 代 | 氏名 | 就任年月日               | 退任年月日                | 備考                   |
| -- | ---- | ------------------------ | ------------------------- | ---------------------- |
| 1  |      | 明治12年（1879年）1月4日 |                           |                        |
|    |      |                          | 大正15年（1926年）6月30日 | 郡役所廃止により、廃官 |